# POLD2
Delta podjedinica 2 DNK polimeraze je enzim koji je kod ljudi kodiran POLD2 genom. On je komponenta kompleksa DNK polimeraze delta.

## Interakcije
OLD2 formira interakcije sa PCNA.